# Bengt Torenstedt
Bengt Torenstedt, född 24 april 1719 i Sankt Lars församling, Östergötlands län, död 26 juni 1793 i Styrstads församling, Östergötlands län, var en svensk präst.

## Biografi
Bengt Torenstedt föddes 1719 i Sankt Lars församling. Han var son till bonden Hans Bengtson och Anna Persdotter på Tornby. Torenstedt studerade i Linköping och blev 1739 student vid Lunds universitet. Han prästvigdes 21 december 1750 och blev 1751 huspredikant på Stjärnorps slott. Den 21 augusti 1757 blev han komminister i Kärna församling och avlade pastoralexamen 4 mars 1767. Torenstedt blev 28 augusti 1771 kyrkoherde i Styrstads församling och 26 oktober 1791 prost. Han avled 1793 i Styrstads församling och begravdes 5 juli samma år.

### Familj
Torenstedt gifte sig 17 oktober 1758 med Maria Christina Bursell (1722–1789). Hon var dotter till kyrkoherden Johan Bursell och Christina Margareta Ulmstedt i Bringetofta församling. De fick tillsammans barnen kyrkoherden Jonas Adolph Torenstedt i Odensvi församling, Margareta Elisabeth Torenstedt som var gift med kyrkoherden Carl Gabriel Borgstedt i Västra Hargs församling och Fredrica Torstenstedt (1764–1807).